# Grande Prêmio de San Marino de 1990
Resultados do Grande Prêmio de San Marino de Fórmula 1 realizado em Imola em 13 de maio de 1990. Terceira etapa do campeonato, foi vencido pelo italiano Riccardo Patrese, piloto da Williams-Renault, com Gerhard Berger em segundo pela McLaren-Honda e Alessandro Nannini em terceiro pela Benetton-Ford.

## Resumo

### Máquinas e pilotos na pista
Aproveitando a abertura da temporada europeia, sete equipes de Fórmula 1 apresentam novos bólidos no Autódromo de Ímola, sendo que a maioria deles traz modificações no bico, nas asas e na suspensão, além de um novo motor. Neste grupo encontram-se Ferrari, Benetton, Tyrrell, Brabham, Minardi, Lola e AGS, esta a única a falhar na pré-classificação, enquanto Brabham e Minardi teriam apenas um piloto no grid. No caso da Brabham uma ironia: o responsável pelo desfalque do time foi o estrante David Brabham, filho caçula do tricampeão Jack Brabham, fundador da equipe. Para a Minardi o motivo de sua ausência foi o forte acidente sofrido por Pierluigi Martini na sexta-feira ao bater forte na saída da Acqua Minerali, motivado, segundo ele, pela sujeira na pista. Diagnosticado com fissuras no calcanhar, foi atendido pelo serviço médico e a seguir deixou o autódromo, desfalcando a Minardi.
Substituído por David Brabham, o suíço Gregor Foitek foi contratado para o lugar de Stefan Johansson na Onyx enquanto Emanuele Pirro retornou à Dallara após recuperar-se de uma hepatite virótica. Menos sorte teve Gary Brabham (irmão de David Brabham), dispensado pela equipe Life em prol do veterano Bruno Giacomelli, ausente da Fórmula 1 desde o Grande Prêmio da África do Sul de 1983. Quanto ao acidente envolvendo Pierluigi Martini ocorreu num momento onde Gerhard Berger e Ayrton Senna alternavam-se em primeiro lugar nos treinos e nessa contenda o austríaco foi mais veloz. Por outro lado, a sexta-feira em Ímola foi de sustos para a Ferrari de Nigel Mansell, o qual foi atrapalhado por Olivier Grouillard em sua Osella e teve que subir numa zebra para não atingir o piloto e francês e algum tempo depois viu a Minardi de Paolo Barilla atravessar a pista de forma descontrolada à sua frente na Piratella.
Um acidente envolvendo Roberto Moreno no treino livre de sábado atrasou a derradeira sessão de classificação em quase meia hora. O piloto estava a 280 km/h, rodou num ponto de freada e perdeu o controle de sua Eurobrun na curva Tamburello, bateu, girou e viu o carro despedaçar-se a cada pancada que sofria. Mesmo com dores de cabeça e o ligamento do joelho esquerdo machucado, ele retornou à pista, mas não melhorou o tempo do dia anterior, razão pela qual largou em vigésimo quarto. Na parte dianteira do grid, Senna e Berger foram os únicos a rodar abaixo de um minuto e vinte e quatro, mas o dono da pole position só foi conhecido quando Ayrton Senna cravou 1:23.220 deixando Berger em segundo lugar. Dono de mais um recorde, pois tornou-se o único piloto a marcar o maior número de poles num mesmo circuito (seis desde 1985), o brasileiro duvidou do próprio feito. "Quando o pessoal nos boxes me sinalizou com 1:23., eu pensei que havia algum erro, que eles tinham cronometrado mina passagem por ali e não na linha de chegada, cem metros adiante. Mas era pra valer".
Quem observou o grid de largada ao final do treino pode ter pensado que o mesmo não foi definido pelo cronômetro, mas sim feito a mão, pois nele Ayrton Senna e Gerhard Berger estavam na primeira fila representado a McLaren, com as Williams de Riccardo Patrese e Thierry Boutsen vindo a seguir enquanto a Ferrari amargou a terceira fila com Nigel Mansell e Alain Prost. Tal simetria foi quebrada pelo sétimo lugar de Jean Alesi em sua Tyrrell "nariz de tubarão", atrás de quem ficaram as Benetton de Nelson Piquet e Alessandro Nanini, assim como as Lotus de Derek Warwick e Martin Donnelly.

### O fim de um longo jejum
Ayrton Senna manteve-se na liderança com sua McLaren à frente da Williams de Thierry Boutsen na hora da largada enquanto Gerhard Berger conservou Riccardo Patrese atrás de si, mas tal configuração mudou após três voltas quando, na Rivazza, o carro do piloto brasileiro travou, perdeu o controle e saiu da pista. Quem acompanhou pela televisão teve a impressão de um pneu furado, contudo Senna levantou a hipótese de uma roda quebrada, algo que foi confirmado pela McLaren. "Logo na largada, senti que alguma coisa estava errada. Deu para pegar a liderança, mas o carro estava estranho, estava se mexendo, sem estabilidade", afirmou Senna. A essa altura Emanuele Pirro já havia rodado rodou com a Dallara pouco depois de Satoru Nakajima sair da pista e bater sua Tyrrell no muro de proteção, mas não sem antes atingir a Leyton House de Ivan Capelli e em meio ao caos Roberto Moreno abandonou, pois a tomada de ar de sua Eurobrun foi obstruída pela poeira levantada após os incidentes descritos.
Com a quebra do líder, o primeiro lugar caiu no colo de Boutsen, com Berger e Patrese vindo a seguir. No quinto giro um toque entre Alesi e Piquet, causado por um erro do francês ao calcular o ponto de freada, afetou a Benetton do tricampeão e assim os dois carros da Ferrari atingiram a zona dos pontos enquanto Piquet e Alesi dela saíram entregando o sexto lugar a Alessandro Nanini. Tal panorama quedou-se inalterado até Boutsen ir aos boxes e abandonar por falha no motor, circunstância favorável a Berger, líder da prova a contar do décimo oitavo giro. Segundo colocado, Patrese seria ultrapassado por Mansell na volta vinte e dois e cinco passagens mais tarde, o "leão" estava no vácuo de Gerhard Berger lançando-se ao ataque de maneira destemida pois o ferrarista, autor de uma mal-sucedida tentativa de ultrapassagem sobre Patrese no início da prova, tentou superar a McLaren na saída da Tamburello e Berger fechou a porta; como resultado, Mansell pôs duas rodas na grama, perdeu aderência e deu um giro de 360 graus na volta trinta e seis e manteve-se na frente de Patrese, mas como a Ferrari quebrou o motor na volta trinta e oito, o britânico abandonou a luta. "O Mansell chegou perto demais e não tinha como passar. Eu o vi tirando as rodas para a grama e achei que estava correndo risco demais. Ainda bem que não nos tocamos, pois aquele local é de alta velocidade e muito perigoso", disse Berger ao final da prova com a autoridade de quem sobreviveu a um acidente nessa pista em 1989.
Neste instante entrou em cena o fator Patrese, alguém que andou próximo a Berger durante as primeiras vinte e uma voltas da prova até sujar os pneus numa saída de pista nas cercanias da Rivazza, forçando o italiano a abdicar da perseguição. Contudo, o embate entre Mansell e Berger fez o britânico a abandonar a disputa por quebra do motor de sua Ferrari e comprometeu a McLaren de Berger, cujos pneus desgastaram também por questões de acerto do carro e assim Riccardo Patrese assumiu a liderança na volta sessenta e um. A aparente facilidade da manobra, entretanto, não correspondia aos sentimentos do piloto da Williams. "Quando passei a McLaren, tentei cuidar ao máximo do carro, principalmente dos freios, para não cometer o mesmo erro de 1983. Fiz a curva com o máximo de suavidade, decidido até a perder alguns décimo de segundo. E saí dela aliviado". Quanto ao alegado "erro", Patrese referia-se ao Grande Prêmio de San Marino de 1983 quando ele liderava a prova com a Brabham, mas ao chegar na Acqua Minerale, saiu da pista, bateu e abandonou a prova. No entanto, o pior estava por virː a torcida italiana comemorou efusivamente a desgraça de seu compatriota, pois quem herdou a liderança e venceu foi Patrick Tambay, piloto da Ferrari.
Decorrida uma hora e meia de prova, a Williams Riccardo Patrese cruzou a linha de chegada cinco segundos adiante da McLaren de Gerhard Berger e seis na frente da Benetton de Alessandro Nannini. Para a sorte de Ayrton Senna, a Ferrari de Alain Prost terminou em quarto lugar enquanto Nelson Piquet conseguiu uma honrosa quinta posição apesar dos danos sofridos por sua Benetton após o choque com Jean Alesi, aliás o sexto em sua Tyrrell. A presença de Gerhard Berger no pódio chegou a ser contestada por uma acusação de "queima de largada", mas os comissários da FISA avaliaram o episódio e isentaram o austríaco de qualquer punição. Os resultados da etapa samarinesa mantiveram Ayrton Senna na liderança do mundial de pilotos com 13 pontos enquanto Alain Prost e Gerhard Berger somavam 12 pontos cada um. Entre os construtores a liderança da McLaren era de 25 pontos ante os 15 pontos de Williams e Ferrari.

### 40 anos de Fórmula 1
Esta prova aconteceu no dia que a Fórmula 1 completou 40 anos, sendo que Riccardo Patrese não vencia uma corrida há seis anos, seis meses e vinte e oito dias, desde o Grande Prêmio da África do Sul de 1983. Foi a última vitória de um italiano em seu próprio país, marca ainda vigente em 2025.

## Classificação da prova

### Pré-classificação
| Pos. | Nº | Piloto             | Construtor       | Tempo    | Dif.       |
| ---- | -- | ------------------ | ---------------- | -------- | ---------- |
| 1    | 29 | Eric Bernard       | Lola-Lamborghini | 1:26.475 | —          |
| 2    | 30 | Aguri Suzuki       | Lola-Lamborghini | 1:27.344 | + 0.869    |
| 3    | 14 | Olivier Grouillard | Osella-Ford      | 1:28.155 | + 1.680    |
| 4    | 33 | Roberto Moreno     | EuroBrun-Judd    | 1:28.178 | + 1.703    |
| 5    | 31 | Bertrand Gachot    | Coloni-Subaru    | 1:33.554 | + 7.079    |
| 6    | 34 | Claudio Langes     | EuroBrun-Judd    | 1:34.272 | + 7.797    |
| 7    | 39 | Bruno Giacomelli   | Life             | 7:16.212 | + 5:49.737 |
| 8    | 17 | Gabriele Tarquini  | AGS-Ford         | s/ tempo | —          |
| 9    | 18 | Yannick Dalmas     | AGS-Ford         | s/ tempo | —          |

### Treinos oficiais
| Pos.    | Nº | Piloto             | Construtor        | Q1       | Q2       | Dif.    |
| ------- | -- | ------------------ | ----------------- | -------- | -------- | ------- |
| 1       | 27 | Ayrton Senna       | McLaren-Honda     | 1:24.079 | 1:23.220 | —       |
| 2       | 28 | Gerhard Berger     | McLaren-Honda     | 1:24.027 | 1:23.781 | + 0.561 |
| 3       | 6  | Riccardo Patrese   | Williams-Renault  | 1:24.486 | 1:24.444 | + 1.224 |
| 4       | 5  | Thierry Boutsen    | Williams-Renault  | 1:25.832 | 1:25.039 | + 1.819 |
| 5       | 2  | Nigel Mansell      | Ferrari           | 1:25.539 | 1:25.095 | + 1.875 |
| 6       | 1  | Alain Prost        | Ferrari           | 1:26.080 | 1:25.179 | + 1.959 |
| 7       | 4  | Jean Alesi         | Tyrrell-Ford      | 1:26.138 | 1:25.230 | + 2.010 |
| 8       | 20 | Nelson Piquet      | Benetton-Ford     | 1:26.316 | 1:25.761 | + 2.541 |
| 9       | 19 | Alessandro Nannini | Benetton-Ford     | 1:26.889 | 1:26.042 | + 2.822 |
| 10      | 11 | Derek Warwick      | Lotus-Lamborghini | 1:28.055 | 1:26.682 | + 3.462 |
| 11      | 12 | Martin Donnelly    | Lotus-Lamborghini | 1:27.151 | 1:26.714 | + 3.494 |
| 12      | 15 | Maurício Gugelmin  | Leyton House-Judd | 1:29.339 | 1:26.836 | + 3.616 |
| 13      | 29 | Eric Bernard       | Lola-Lamborghini  | 1:26.988 | 1:26.838 | + 3.618 |
| 14      | 8  | Stefano Modena     | Brabham-Judd      | 1:28.763 | 1:27.008 | + 3.788 |
| 15      | 30 | Aguri Suzuki       | Lola-Lamborghini  | 1:27.211 | 1:27.068 | + 3.848 |
| 16      | 26 | Philippe Alliot    | Ligier-Ford       | 1:27.533 | 1:27.214 | + 3.994 |
| 17      | 22 | Andrea de Cesaris  | Dallara-Ford      | 1:27.570 | 1:27.217 | + 3.997 |
| 18      | 16 | Ivan Capelli       | Leyton House-Judd | 1:29.904 | 1:27.521 | + 4.301 |
| 19      | 3  | Satoru Nakajima    | Tyrrell-Ford      | 1:27.746 | 1:27.532 | + 4.312 |
| 20      | 25 | Nicola Larini      | Ligier-Ford       | 1:27.642 | 1:27.564 | + 4.344 |
| 21      | 21 | Emanuele Pirro     | Dallara-Ford      | 1:27.849 | 1:27.613 | + 4.393 |
| 22      | 14 | Olivier Grouillard | Osella-Ford       | 1:28.590 | 1:28.009 | + 4.789 |
| 23      | 35 | Gregor Foitek      | Onyx-Ford         | 1:28.111 | 1:28.435 | + 4.891 |
| 24      | 33 | Roberto Moreno     | EuroBrun-Judd     | 1:28.603 | 1:31.653 | + 5.383 |
| 25      | 36 | J. J. Lehto        | Onyx-Ford         | 1:28.625 | s/ tempo | + 5.405 |
| 26      | 24 | Paolo Barilla      | Minardi-Ford      | 1:29.566 | 1:28.667 | + 5.447 |
| 27      | 10 | Alex Caffi         | Arrows-Ford       | 1:29.242 | 1:28.699 | + 5.479 |
| 28      | 9  | Michele Alboreto   | Arrows-Ford       | 1:29.615 | 1:28.797 | + 5.577 |
| 29      | 7  | David Brabham      | Brabham-Judd      | 1:31.282 | 1:28.927 | + 5.707 |
| DNS     | 23 | Pierluigi Martini  | Minardi-Ford      | 1:26.466 | s/ tempo | + 3.246 |
| Fontes: |    |                    |                   |          |          |         |

### Corrida
| Pos.    | Nº | Piloto             | Construtor        | Voltas | Tempo/Diferença      | Grid | Pontos |
| ------- | -- | ------------------ | ----------------- | ------ | -------------------- | ---- | ------ |
| 1       | 6  | Riccardo Patrese   | Williams-Renault  | 61     | 1:30:55.478          | 3    | 9      |
| 2       | 28 | Gerhard Berger     | McLaren-Honda     | 61     | + 5.117              | 2    | 6      |
| 3       | 19 | Alessandro Nannini | Benetton-Ford     | 61     | + 6.240              | 9    | 4      |
| 4       | 1  | Alain Prost        | Ferrari           | 61     | + 6.843              | 6    | 3      |
| 5       | 20 | Nelson Piquet      | Benetton-Ford     | 61     | + 53.112             | 8    | 2      |
| 6       | 4  | Jean Alesi         | Tyrrell-Ford      | 60     | + 1 volta            | 7    | 1      |
| 7       | 11 | Derek Warwick      | Lotus-Lamborghini | 60     | + 1 volta            | 10   |        |
| 8       | 12 | Martin Donnelly    | Lotus-Lamborghini | 60     | + 1 volta            | 11   |        |
| 9       | 26 | Philippe Alliot    | Ligier-Ford       | 60     | + 1 volta            | 16   |        |
| 10      | 25 | Nicola Larini      | Ligier-Ford       | 59     | + 2 voltas           | 20   |        |
| 11      | 24 | Paolo Barilla      | Minardi-Ford      | 59     | + 2 voltas           | 26   |        |
| 12      | 36 | J. J. Lehto        | Onyx-Ford         | 59     | + 2 voltas           | 25   |        |
| 13      | 29 | Eric Bernard       | Lola-Lamborghini  | 56     | Embreagem            | 13   |        |
| Ret     | 14 | Olivier Grouillard | Osella-Ford       | 52     | Roda                 | 22   |        |
| Ret     | 2  | Nigel Mansell      | Ferrari           | 38     | Motor                | 5    |        |
| Ret     | 35 | Gregor Foitek      | Onyx-Ford         | 35     | Motor                | 23   |        |
| Ret     | 8  | Stefano Modena     | Brabham-Judd      | 31     | Freios               | 14   |        |
| Ret     | 22 | Andrea de Cesaris  | Dallara-Ford      | 29     | Roda                 | 17   |        |
| Ret     | 15 | Maurício Gugelmin  | Leyton House-Judd | 24     | Pane elétrica        | 12   |        |
| Ret     | 5  | Thierry Boutsen    | Williams-Renault  | 17     | Motor                | 4    |        |
| Ret     | 30 | Aguri Suzuki       | Lola-Lamborghini  | 17     | Embreagem            | 15   |        |
| Ret     | 27 | Ayrton Senna       | McLaren-Honda     | 3      | Roda                 | 1    |        |
| Ret     | 21 | Emanuele Pirro     | Dallara-Ford      | 2      | Spun Off             | 21   |        |
| Ret     | 16 | Ivan Capelli       | Leyton House-Judd | 0      | Colisão              | 18   |        |
| Ret     | 3  | Satoru Nakajima    | Tyrrell-Ford      | 0      | Colisão              | 19   |        |
| Ret     | 33 | Roberto Moreno     | EuroBrun-Judd     | 0      | Acelerador           | 24   |        |
| DNS     | 23 | Pierluigi Martini  | Minardi-Ford      |        | Acidente nos treinos |      |        |
| DNQ     | 10 | Alex Caffi         | Arrows-Ford       |        |                      |      |        |
| DNQ     | 9  | Michele Alboreto   | Arrows-Ford       |        |                      |      |        |
| DNQ     | 7  | David Brabham      | Brabham-Judd      |        |                      |      |        |
| DNPQ    | 31 | Bertrand Gachot    | Coloni-Subaru     |        |                      |      |        |
| DNPQ    | 34 | Claudio Langes     | EuroBrun-Judd     |        |                      |      |        |
| DNPQ    | 39 | Bruno Giacomelli   | Life              |        |                      |      |        |
| DNPQ    | 17 | Gabriele Tarquini  | AGS-Ford          |        |                      |      |        |
| DNPQ    | 18 | Yannick Dalmas     | AGS-Ford          |        |                      |      |        |
| Fontes: |    |                    |                   |        |                      |      |        |

## Tabela do campeonato após a corrida
| Pos.    | Piloto           | Pontos |
| ------- | ---------------- | ------ |
| 1       | Ayrton Senna     | 13     |
| 2       | Alain Prost      | 12     |
| 3       | Gerhard Berger   | 12     |
| 4       | Riccardo Patrese | 9      |
| 5       | Jean Alesi       | 7      |
| Fontes: |                  |        |

| Pos.    | Construtor       | Pontos |
| ------- | ---------------- | ------ |
| 1       | McLaren-Honda    | 25     |
| 2       | Williams-Renault | 15     |
| 3       | Ferrari          | 15     |
| 4       | Benetton-Ford    | 10     |
| 5       | Tyrrell-Ford     | 8      |
| Fontes: |                  |        |

- Nota: Somente as primeiras cinco posições estão listadas. Entre 1981 e 1990 cada piloto podia computar onze resultados válidos por temporada não havendo descartes no mundial de construtores.